# Liste der Olympiasieger im Freestyle-Skiing

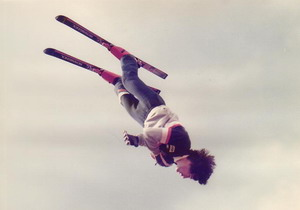
Freestyle-Ski Salto

Die Liste der Olympiasieger im Freestyle-Skiing listet alle Sieger sowie die Zweit- und Drittplatzierten der Freestyle-Skiing-Wettbewerbe bei den Olympischen Winterspielen, gegliedert nach Männern und Frauen und den einzelnen Wettbewerben, auf. Im weiteren Teil werden alle olympischen Medaillengewinner, getrennt nach Männern und Frauen, aufgelistet. Den Abschluss bilden die einzelnen Nationenwertungen.

## Wettbewerbe
Die Wettbewerbe im Freestyle-Skiing umfassen seit den Olympischen Winterspielen von Peking sowohl bei den Frauen als auch bei den Männern folgende fünf Disziplinen:
- Buckelpiste seit den Spielen von 1992
(Eine Demonstration bei den Spielen von 1988)
- Springen seit den Spielen von 1994
(Zwei Demonstrationen bei den Spielen von 1988 und 1992)
- Skicross seit den Spielen von 2010
- Halfpipe seit den Spielen von 2014
- Slopestyle seit den Spielen von 2014
- Big Air seit den Spielen von 2022

Die folgende Disziplin ist nicht olympisch: 
- Skiballett nur als Demonstrationsdisziplin bei den Spielen von 1988 und 1992.

Insgesamt wurden bisher 34 Goldmedaillen im Freestyle-Skiing bei den Olympischen Winterspielen vergeben. (Stand: 23. Februar 2014). Bei den Demonstrationswettbewerben wurden keine Medaillen vergeben.

### Männer

#### Buckelpiste
| Olympia | Gold               | Silber             | Bronze                 |
| ------- | ------------------ | ------------------ | ---------------------- |
| 1988    | Håkan Hansson      | Hans Engelsen Eide | Edgar Grospiron        |
| 1992    | Edgar Grospiron    | Olivier Allamand   | Nelson Carmichael      |
| 1994    | Jean-Luc Brassard  | Sergei Schuplezow  | Edgar Grospiron        |
| 1998    | Jonny Moseley      | Janne Lahtela      | Sami Mustonen          |
| 2002    | Janne Lahtela      | Travis Mayer       | Richard Gay            |
| 2006    | Dale Begg-Smith    | Mikko Ronkainen    | Toby Dawson            |
| 2010    | Alexandre Bilodeau | Dale Begg-Smith    | Bryon Wilson           |
| 2014    | Alexandre Bilodeau | Mikaël Kingsbury   | Alexander Smyschljajew |
| 2018    | Mikaël Kingsbury   | Matt Graham        | Daichi Hara            |
| 2022    | Walter Wallberg    | Mikaël Kingsbury   | Ikuma Horishima        |

#### Aerials
| Olympia | Gold                 | Silber                  | Bronze                  |
| ------- | -------------------- | ----------------------- | ----------------------- |
| 1988    | Jean-Marc Rozon      | Didier Méda             | Lloyd Langlois          |
| 1992    | Philippe Laroche     | Nicolas Fontaine        | Didier Méda             |
| 1994    | Andreas Schönbächler | Philippe Laroche        | Lloyd Langlois          |
| 1998    | Eric Bergoust        | Sébastien Foucras       | Dsmitryj Daschtschynski |
| 2002    | Aleš Valenta         | Joe Pack                | Aljaksej Hryschyn       |
| 2006    | Han Xiaopeng         | Dsmitryj Daschtschynski | Wladimir Lebedew        |
| 2010    | Aljaksej Hryschyn    | Jeret Peterson          | Liu Zhongqing           |
| 2014    | Anton Kuschnir       | David Morris            | Jia Zongyang            |
| 2018    | Oleksandr Abramenko  | Jia Zongyang            | Ilja Burow              |
| 2022    | Qi Guangpu           | Oleksandr Abramenko     | Ilja Burow              |

#### Skicross
| Olympia | Gold                  | Silber             | Bronze         |
| ------- | --------------------- | ------------------ | -------------- |
| 2010    | Mike Schmid           | Andreas Matt       | Audun Grønvold |
| 2014    | Jean-Frédéric Chapuis | Arnaud Bovolenta   | Jonathan Midol |
| 2018    | Brady Leman           | Marc Bischofberger | Sergei Ridsik  |
| 2022    | Ryan Regez            | Alex Fiva          | Sergei Ridsik  |

#### Halfpipe
| Olympia | Gold          | Silber        | Bronze        |
| ------- | ------------- | ------------- | ------------- |
| 2014    | David Wise    | Mike Riddle   | Kévin Rolland |
| 2018    | David Wise    | Alex Ferreira | Nico Porteous |
| 2022    | Nico Porteous | David Wise    | Alex Ferreira |

#### Slopestyle
| Olympia | Gold             | Silber        | Bronze                 |
| ------- | ---------------- | ------------- | ---------------------- |
| 2014    | Joss Christensen | Gus Kenworthy | Nick Goepper           |
| 2018    | Øystein Bråten   | Nick Goepper  | Alex Beaulieu-Marchand |
| 2022    | Alexander Hall   | Nick Goepper  | Jesper Tjäder          |

#### Big Air
| Olympia | Gold      | Silber          | Bronze         |
| ------- | --------- | --------------- | -------------- |
| 2022    | Birk Ruud | Colby Stevenson | Henrik Harlaut |

#### Ballett
| Olympia | Gold               | Silber           | Bronze           |
| ------- | ------------------ | ---------------- | ---------------- |
| 1988    | Hermann Reitberger | Lane Spina       | Rune Kristiansen |
| 1992    | Fabrice Becker     | Rune Kristiansen | Lane Spina       |

### Frauen

#### Buckelpiste
| Olympia | Gold                    | Silber                   | Bronze                   |
| ------- | ----------------------- | ------------------------ | ------------------------ |
| 1988    | Tatjana Mittermayer     | Raphaëlle Monod          | Conny Kissling           |
| 1992    | Donna Weinbrecht        | Jelisaweta Koschewnikowa | Stine Lise Hattestad     |
| 1994    | Stine Lise Hattestad    | Elizabeth McIntyre       | Jelisaweta Koschewnikowa |
| 1998    | Tae Satoya              | Tatjana Mittermayer      | Kari Traa                |
| 2002    | Kari Traa               | Shannon Bahrke           | Tae Satoya               |
| 2006    | Jennifer Heil           | Kari Traa                | Sandra Laoura            |
| 2010    | Hannah Kearney          | Jennifer Heil            | Shannon Bahrke           |
| 2014    | Justine Dufour-Lapointe | Chloé Dufour-Lapointe    | Hannah Kearney           |
| 2018    | Perrine Laffont         | Justine Dufour-Lapointe  | Julija Galyschewa        |
| 2022    | Jakara Anthony          | Jaelin Kauf              | Anastassija Smirnowa     |

#### Aerials
| Olympia | Gold            | Silber           | Bronze            |
| ------- | --------------- | ---------------- | ----------------- |
| 1988    | Melanie Palenik | Sonja Reichart   | Carin Hernskog    |
| 1992    | Colette Brand   | Marie Lindgren   | Elfie Simchen     |
| 1994    | Lina Cheryazova | Marie Lindgren   | Hilde Synnøve Lid |
| 1998    | Nikki Stone     | Xu Nannan        | Colette Brand     |
| 2002    | Alisa Camplin   | Veronica Brenner | Deidra Dionne     |
| 2006    | Evelyne Leu     | Li Nina          | Alisa Camplin     |
| 2010    | Lydia Lassila   | Li Nina          | Guo Xinxin        |
| 2014    | Ala Zuper       | Xu Mengtao       | Lydia Lassila     |
| 2018    | Hanna Huskowa   | Zhang Xin        | Kong Fanyu        |
| 2022    | Xu Mengtao      | Hanna Huskowa    | Megan Nick        |

#### Skicross
| Olympia | Gold              | Silber            | Bronze           |
| ------- | ----------------- | ----------------- | ---------------- |
| 2010    | Ashleigh McIvor   | Hedda Berntsen    | Marion Josserand |
| 2014    | Marielle Thompson | Kelsey Serwa      | Anna Holmlund    |
| 2018    | Kelsey Serwa      | Brittany Phelan   | Fanny Smith      |
| 2022    | Sandra Näslund    | Marielle Thompson | Fanny Smith      |

#### Halfpipe
| Olympia | Gold          | Silber         | Bronze          |
| ------- | ------------- | -------------- | --------------- |
| 2014    | Maddie Bowman | Marie Martinod | Ayana Onozuka   |
| 2018    | Cassie Sharpe | Marie Martinod | Brita Sigourney |
| 2022    | Eileen Gu     | Cassie Sharpe  | Rachael Karker  |

#### Slopestyle
| Olympia | Gold             | Silber           | Bronze        |
| ------- | ---------------- | ---------------- | ------------- |
| 2014    | Dara Howell      | Devin Logan      | Kim Lamarre   |
| 2018    | Sarah Höfflin    | Mathilde Gremaud | Isabel Atkin  |
| 2022    | Mathilde Gremaud | Eileen Gu        | Kelly Sildaru |

#### Big Air
| Olympia | Gold      | Silber      | Bronze           |
| ------- | --------- | ----------- | ---------------- |
| 2022    | Eileen Gu | Tess Ledeux | Mathilde Gremaud |

#### Ballett
| Olympia | Gold            | Silber       | Bronze         |
| ------- | --------------- | ------------ | -------------- |
| 1988    | Christine Rossi | Jan Bucher   | Conny Kissling |
| 1992    | Conny Kissling  | Cathy Féchoz | Sharon Petzold |

### Mixed

#### Aerials Mixed-Team
| Olympia | Gold                                                                     | Silber                                                 | Bronze                                            |
| ------- | ------------------------------------------------------------------------ | ------------------------------------------------------ | ------------------------------------------------- |
| 2022    | Vereinigte Staaten Ashley Caldwell Christopher Lillis Justin Schoenefeld | Volksrepublik China Xu Mengtao Jia Zongyang Qi Guangpu | Kanada Marion Thénault Miha Fontaine Lewis Irving |

## Gesamt
- Platzierung: Gibt die Reihenfolge der Athleten wieder. Diese wird durch die Anzahl der Goldmedaillen bestimmt. Bei gleicher Anzahl werden die Silbermedaillen verglichen und anschließend die errungenen Bronzemedaillen.
- Name: Nennt den Namen des Athleten.
- Land: Nennt das Land, für das der Athlet startete. Bei einem Wechsel der Nationalität wird das Land genannt, für das der Athlet die letzte Medaille erzielte.
- Von: Das Jahr, in dem der Athlet die erste Medaille gewonnen hat.
- Bis: Das Jahr, in dem der Athlet die letzte Medaille gewonnen hat.
- Gold: Nennt die Anzahl der gewonnenen Goldmedaillen.
- Silber: Nennt die Anzahl der gewonnenen Silbermedaillen.
- Bronze: Nennt die Anzahl der gewonnenen Bronzemedaillen.
- Gesamt: Nennt die Anzahl aller gewonnenen Medaillen.

Die Ergebnisse aus den Demonstrationswettkämpfen werden in diesen Listen nicht berücksichtigt, da sie nicht zum offiziellen Programm gehörten und keine Medaillen vergeben wurden.

### Gesamtliste Männer
| Platz | Name                    | Land                | Von  | Bis  | Gold | Silber | Bronze | Gesamt |
| ----- | ----------------------- | ------------------- | ---- | ---- | ---- | ------ | ------ | ------ |
| 1.    | Dale Begg-Smith         | Australien          | 2006 | 2010 | 1    | 1      | –      | 2      |
| 1.    | Janne Lahtela           | Finnland            | 1998 | 2002 | 1    | 1      | –      | 2      |
| 3.    | Edgar Grospiron         | Frankreich          | 1992 | 1994 | 1    | –      | 1      | 2      |
| 3.    | Aljaksej Hryschyn       | Belarus             | 2002 | 2010 | 1    | –      | 1      | 2      |
| 5.    | Eric Bergoust           | Vereinigte Staaten  | 1998 | 1998 | 1    | –      | –      | 1      |
| 5.    | Alexandre Bilodeau      | Frankreich          | 2010 | 2010 | 1    | –      | –      | 1      |
| 5.    | Jean-Luc Brassard       | Kanada              | 1994 | 1994 | 1    | –      | –      | 1      |
| 5.    | Jonny Moseley           | Vereinigte Staaten  | 1998 | 1998 | 1    | –      | –      | 1      |
| 5.    | Mike Schmid             | Schweiz             | 2010 | 2010 | 1    | –      | –      | 1      |
| 5.    | Andreas Schönbächler    | Schweiz             | 1994 | 1994 | 1    | –      | –      | 1      |
| 5.    | Aleš Valenta            | Tschechien          | 2002 | 2002 | 1    | –      | –      | 1      |
| 5.    | Han Xiaopeng            | Volksrepublik China | 2006 | 2006 | 1    | –      | –      | 1      |
| 13.   | Dsmitryj Daschtschynski | Belarus             | 1998 | 2006 | –    | 1      | 1      | 2      |
| 14.   | Olivier Allamand        | Frankreich          | 1992 | 1992 | –    | 1      | –      | 1      |
| 14.   | Sébastien Foucras       | Frankreich          | 1998 | 1998 | –    | 1      | –      | 1      |
| 14.   | Philippe Laroche        | Kanada              | 1994 | 1994 | –    | 1      | –      | 1      |
| 14.   | Andreas Matt            | Österreich          | 2010 | 2010 | –    | 1      | –      | 1      |
| 14.   | Travis Mayer            | Vereinigte Staaten  | 2002 | 2002 | –    | 1      | –      | 1      |
| 14.   | Joe Pack                | Vereinigte Staaten  | 2002 | 2002 | –    | 1      | –      | 1      |
| 14.   | Jeret Peterson          | Vereinigte Staaten  | 2010 | 2010 | –    | 1      | –      | 1      |
| 14.   | Mikko Ronkainen         | Finnland            | 2006 | 2006 | –    | 1      | –      | 1      |
| 14.   | Sergei Schuplezow       | Russland            | 1994 | 1994 | –    | 1      | –      | 1      |
| 23.   | Nelson Carmichael       | Vereinigte Staaten  | 1992 | 1992 | –    | –      | 1      | 1      |
| 23.   | Toby Dawson             | Vereinigte Staaten  | 2006 | 2006 | –    | –      | 1      | 1      |
| 23.   | Richard Gay             | Frankreich          | 2002 | 2002 | –    | –      | 1      | 1      |
| 23.   | Audun Grønvold          | Norwegen            | 2010 | 2010 | –    | –      | 1      | 1      |
| 23.   | Lloyd Langlois          | Kanada              | 1994 | 1994 | –    | –      | 1      | 1      |
| 23.   | Wladimir Lebedew        | Russland            | 2006 | 2006 | –    | –      | 1      | 1      |
| 23.   | Sami Mustonen           | Finnland            | 1998 | 1998 | –    | –      | 1      | 1      |
| 23.   | Bryon Wilson            | Vereinigte Staaten  | 2010 | 2010 | –    | –      | 1      | 1      |
| 23.   | Liu Zhongqing           | Volksrepublik China | 2010 | 2010 | –    | –      | 1      | 1      |

### Gesamtliste Frauen
| Platz | Name                     | Land                | Von  | Bis  | Gold | Silber | Bronze | Gesamt |
| ----- | ------------------------ | ------------------- | ---- | ---- | ---- | ------ | ------ | ------ |
| 1.    | Kari Traa                | Norwegen            | 1998 | 2006 | 1    | 1      | 1      | 3      |
| 2.    | Jennifer Heil            | Kanada              | 2006 | 2010 | 1    | 1      | –      | 2      |
| 3.    | Alisa Camplin            | Australien          | 2002 | 2006 | 1    | –      | 1      | 2      |
| 3.    | Stine Lise Hattestad     | Norwegen            | 1992 | 1994 | 1    | –      | 1      | 2      |
| 3.    | Tae Satoya               | Japan               | 1998 | 2002 | 1    | –      | 1      | 2      |
| 6.    | Hannah Kearney           | Vereinigte Staaten  | 2010 | 2010 | 1    | –      | –      | 1      |
| 6.    | Lydia Lassila            | Australien          | 2010 | 2010 | 1    | –      | –      | 1      |
| 6.    | Evelyne Leu              | Schweiz             | 2006 | 2006 | 1    | –      | –      | 1      |
| 6.    | Ashleigh McIvor          | Kanada              | 2010 | 2010 | 1    | –      | –      | 1      |
| 6.    | Nikki Stone              | Vereinigte Staaten  | 1998 | 1998 | 1    | –      | –      | 1      |
| 6.    | Lina Tscherjasowa        | Usbekistan          | 1994 | 1994 | 1    | –      | –      | 1      |
| 6.    | Donna Weinbrecht         | Vereinigte Staaten  | 1992 | 1992 | 1    | –      | –      | 1      |
| 13.   | Li Nina                  | Volksrepublik China | 2006 | 2010 | –    | 2      | –      | 2      |
| 14.   | Shannon Bahrke           | Vereinigte Staaten  | 2002 | 2010 | –    | 1      | 1      | 2      |
| 14.   | Jelisaweta Koschewnikowa | Russland            | 1992 | 1994 | –    | 1      | 1      | 2      |
| 16.   | Hedda Berntsen           | Norwegen            | 2010 | 2010 | –    | 1      | –      | 1      |
| 16.   | Veronica Brenner         | Kanada              | 2002 | 2002 | –    | 1      | –      | 1      |
| 16.   | Marie Lindgren           | Schweden            | 1994 | 1994 | –    | 1      | –      | 1      |
| 16.   | Elizabeth McIntyre       | Vereinigte Staaten  | 1994 | 1994 | –    | 1      | –      | 1      |
| 16.   | Tatjana Mittermayer      | Deutschland         | 1998 | 1998 | –    | 1      | –      | 1      |
| 16.   | Xu Nannan                | Volksrepublik China | 1998 | 1998 | –    | 1      | –      | 1      |
| 22.   | Colette Brand            | Schweiz             | 1998 | 1998 | –    | –      | 1      | 1      |
| 22.   | Deidra Dionne            | Kanada              | 2002 | 2002 | –    | –      | 1      | 1      |
| 22.   | Marion Josserand         | Frankreich          | 2010 | 2010 | –    | –      | 1      | 1      |
| 22.   | Sandra Laoura            | Frankreich          | 2006 | 2006 | –    | –      | 1      | 1      |
| 22.   | Hilde Synnøve Lid        | Norwegen            | 1994 | 1994 | –    | –      | 1      | 1      |
| 22.   | Guo Xinxin               | Volksrepublik China | 2010 | 2010 | –    | –      | 1      | 1      |

## Nationenwertungen

### Gesamt
| Platz | Land                | Gold | Silber | Bronze | Gesamt |
| ----- | ------------------- | ---- | ------ | ------ | ------ |
| 1.    | Kanada              | 8    | 7      | 3      | 18     |
| 2.    | Vereinigte Staaten  | 8    | 6      | 6      | 20     |
| 3.    | Australien          | 3    | 2      | 2      | 7      |
| 4.    | Schweiz             | 3    | –      | 1      | 4      |
| 5.    | Frankreich          | 2    | 4      | 6      | 12     |
| 6.    | Volksrepublik China | 2    | 4      | 2      | 8      |
| 7.    | Norwegen            | 2    | 2      | 4      | 8      |
| 8.    | Belarus             | 2    | 2      | 2      | 6      |
| 9.    | Finnland            | 1    | 2      | 1      | 4      |
| 10.   | Japan               | 1    | –      | 2      | 3      |
| 11.   | Tschechien          | 1    | –      | –      | 1      |
| 11.   | Usbekistan          | 1    | –      | –      | 1      |
| 13.   | Russland            | –    | 1      | 4      | 5      |
| 14.   | Schweden            | –    | 1      | 1      | 2      |
| 15.   | Deutschland         | –    | 1      | –      | 1      |
| 15.   | Österreich          | –    | 1      | –      | 1      |
| 15.   | Vereintes Team      | –    | 1      | –      | 1      |

### Männer
| Platz | Land                | Gold | Silber | Bronze | Gesamt |
| ----- | ------------------- | ---- | ------ | ------ | ------ |
| 1.    | Vereinigte Staaten  | 4    | 3      | 4      | 11     |
| 2.    | Kanada              | 3    | 3      | 1      | 7      |
| 3.    | Frankreich          | 2    | 3      | 4      | 9      |
| 4.    | Volksrepublik China | 2    | –      | 1      | 3      |
| 5.    | Schweiz             | 2    | –      | –      | 2      |
| 6.    | Belarus             | 1    | 2      | 2      | 5      |
| 7.    | Finnland            | 1    | 2      | 1      | 4      |
| 8.    | Australien          | 1    | 2      | –      | 3      |
| 9.    | Tschechien          | 1    | –      | –      | 1      |
| 10.   | Russland            | –    | 1      | 3      | 4      |
| 11.   | Österreich          | –    | 1      | –      | 1      |
| 12.   | Norwegen            | –    | –      | 1      | 1      |

### Frauen
| Platz | Land                | Gold | Silber | Bronze | Gesamt |
| ----- | ------------------- | ---- | ------ | ------ | ------ |
| 1.    | Kanada              | 5    | 4      | 2      | 11     |
| 2.    | Vereinigte Staaten  | 4    | 3      | 2      | 9      |
| 3.    | Norwegen            | 2    | 2      | 3      | 7      |
| 4.    | Australien          | 2    | –      | 2      | 4      |
| 5.    | Japan               | 1    | –      | 2      | 3      |
| 6.    | Schweiz             | 1    | –      | 1      | 2      |
| 7.    | Usbekistan          | 1    | –      | –      | 1      |
| 7.    | Belarus             | 1    | –      | –      | 1      |
| 9.    | Volksrepublik China | –    | 4      | 1      | 5      |
| 10.   | Frankreich          | –    | 1      | 2      | 3      |
| 11.   | Schweden            | –    | 1      | 1      | 2      |
| 12.   | Deutschland         | –    | 1      | –      | 1      |
| 12.   | Vereintes Team      | –    | 1      | –      | 1      |
| 14.   | Russland            | –    | –      | 1      | 1      |